# Topoľa
Topoľa (em húngaro: Kistopolya) é um município da Eslováquia, situado no distrito de Snina, na região de Prešov. Tem 26,38 km² de área e sua população em 2018 foi estimada em 152 habitantes.

## Demografia
| Ano:        | 1994 | 2004    | 2014    | 2024   |
| ----------- | ---- | ------- | ------- | ------ |
| Broj ljudi: | 252  | 197     | 154     | 152    |
| Razlika:    |      | -21,82% | -21,82% | -1,29% |

| Ano:               | 2023 | 2024   |
| ------------------ | ---- | ------ |
| Número de pessoas: | 159  | 152    |
| Diferença:         |      | -4,40% |